# 등량곡선

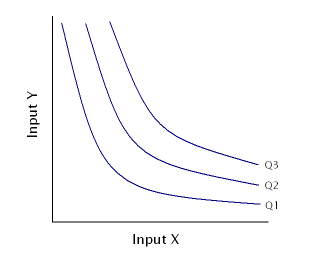
등량곡선의 형태

등량곡선(isoquant)은 흔히 노동(L)과 자본(K)을 변수로 하는 좌표평면 상에서 나타내어지며, 동일한 양의 재화를 생산할 수 있는 노동과 자본의 조합을 연결한 곡선을 의미한다. 무차별곡선이 소비자이론에서 효용의 극대화를 달성하는 점을 찾기 위해 필요한 개념이라면, 등량곡선은 생산자이론에서 산출량의 극대화를 이루는 점을 찾기 위한 개념이라고 할 수 있다.

## 특성
등량곡선은 좌표평면상에서 다음과 같은 특성을 가지고 있다. 우하향의 기울기를 가지며, 원점에서 멀수록 더 높은 생산량을 의미한다. 또한 등량곡선은 서로 교차하지 않는다. 대체로 원점에 대하여 볼록하며 한계기술대체율이 체감한다.

### 곡선의 형태
등량곡선은 기업의 생산에 필요한 자원투입의 조합을 나타낸 것으로 그 생산함수에 따라 형태가 다르다. 대표적인 생산함수는 콥-더글러스 생산함수, 레온티에프 생산함수, 선형 생산함수 등이 있다.

## 같이 보기
- 무차별곡선